# Уимбълдън (турнир)
Вижте пояснителната страница за други значения на Уимбълдън.
Шампионатът Уимбълдън, или както е популярен просто като Уимбълдън, е най-старият и престижен турнир по тенис в света.
За първи път се е състоял през 1877 година във „Всеанглийския клуб по лаун-тенис и крокет“ (All England Lawn Tennis and Croquet Club/ Ол Ингланд Лоун Тенис анд Крокет Клъб). Оттогава се провежда всяка година през юни и юли месец в Уимбълдън, квартал на Лондон, Обединеното кралство. Той е един от четирите турнира по тенис от Големия шлем и е единственият от тях, който се играе на трева. В годишната тенис програма преди него се провеждат Откритото първенство на Австралия и Откритото първенство на Франция, а след него – Откритото първенство на САЩ. 
Шампионатът в Уимбълдън започва шест седмици преди първия понеделник на август и продължава две седмици, освен ако програмата не се е забавила заради дъждовно време. Турнирът включва няколко отделни състезания, провеждани по едно и също време:

- единично (Е) – мъже и жени;
- двойки (Дв) – мъже, жени и смесени (СДв);
- юноши (Ю) – единично и двойки;
- девойки (Д) – единично и двойки;
- тенисисти в неравностойно положение (НП):
  - единично (Е) – мъже и жени;
  - двойки (Дв) – мъже, жени
- ветерани (В);

## Традиции
- Тревата на Централния корт (а и на корт №1) не се използва от никого другиго през годината, освен от състезателите, участващи в шампионата всяко лято. Има обаче едно малко изключение: ако бивш шампион на турнира някога пожелае да играе на централния корт, това не може да му бъде отказано. Останалите кортове в комплекса могат да се използват в периода май–септември само от членовете на „Всеанглийския клуб по лаун-тенис и крокет“ (All England Lawn Tennis and Croquet Club).
- Победителят в турнира за мъже поединично получава купа, която е изработена и връчена за първи път през 1887 г. На нея е гравирано изречението: „Световен шампион на сингъл“.
- Всеанглийският клуб има изискване, всички състезатели да бъдат облечени в бяло по време на мачовете си. Това изискване довежда до бойкот на турнира от страна на младия Андре Агаси в началото на деветдесетте години на XX век.
- По време на мачовете официалните лица на турнира задължително се обръщат към жените-състезателки с „госпожице“ или „госпожо“ (miss или ma'am). От друга страна, „господине“ (mister) никога не се използва при обръщение към мъжете-състезатели.
- В миналото е било задължително, състезателите да се покланят преди и след мач на членовете на Кралското семейство, седящи в Кралската ложа на Централния корт. През 2003 г. обаче тази традиция е отменена от президента на Всеанглийския клуб, херцогът на Кент. Сега състезателите са задължени да се покланят, само ако в ложите седят принцът или принцесата на Уелс.

- Традиционната закуска за зрителите на турнира са ягодите и сметаната. Средно 28 000 кг ягоди и 7000 л сметана се консумират всяка година през двете седмици на състезанието.

## Рекорди
| Рекорд                                             | Състезател                                                                | Брой                          |
| -------------------------------------------------- | ------------------------------------------------------------------------- | ----------------------------- |
| Мъж, спечелил най-много титли във всички турнири   | Лоуренс Дохерти                                                           | 13                            |
| Жена, спечелила най-много титли във всички турнири | Били Джийн Кинг, / Мартина Навратилова                                    | 20                            |
| Най-много титли единично – мъже                    | Роджър Федерер                                                            | 8                             |
| Най-много последователни титли единично – мъже     | Уилям Реншоу                                                              | 6                             |
| Най-много титли единично – жени                    | / Мартина Навратилова                                                     | 9                             |
| Най-много последователни титли единично – жени     | / Мартина Навратилова                                                     | 6                             |
| Най-много титли на двойки – мъже                   | Тод Уудбридж                                                              | 9                             |
| Най-много последователни титли на двойки – мъже    | Тод Уудбридж и Марк Уудфорд Реджиналд Дохърти и Хю Дохърти                | 5                             |
| Най-много титли на двойки – жени                   | Елизабет Райън                                                            | 12                            |
| Най-много последователни титли на двойки – жени    | Сюзан Ланглан и Елизабет Райън                                            | 5                             |
| Мъж, спечелил най-много титли на смесени двойки    | Оуен Дейвидсън Кен Флетчър Вик Сейксас                                    | 4                             |
| Жена, спечелила най-много титли на смесени двойки  | Елизабет Райън                                                            | 7                             |
| Най-много изиграни мачове – мъже                   | Жан Боротра                                                               | 223                           |
| Най-много изиграни мачове – жени                   | / Мартина Навратилова                                                     | 326                           |
| Най-много участия в турнири – мъже                 | Жан Боротра                                                               | 35 (1922 – 1939, 1948 – 1964) |
| Най-много участия в турнири – жени                 | / Мартина Навратилова                                                     | 31 (1973 – 1996, 2000 – 2006) |
| Най-млад шампион – мъже                            | Борис Бекер, Е, 1985                                                      | 17 години и 227 дни           |
| Най-млад шампион – жени                            | Мартина Хингис, Дв, 1996                                                  | 15 години и 282 дни           |
| Най-дълъг мач                                      | Джон Иснър – Никола Маю [6 – 4, 3 – 6, 6 – 7(7), 7 – 6(3), 70 – 68], 2010 | 11 часа и 5 минути            |
| Най-дълъг решаващ сет                              | Джон Иснър – Никола Маю [6 – 4, 3 – 6, 6 – 7(7), 7 – 6(3), 70 – 68], 2010 | 138 гейма, 8 часа и 10 минути |

## Български успехи
- 1999 г. Тодор Енев е финалист на юношеския Уимбълдън на двойки с партньор Ярко Ниеминен (Финландия), но двамата отстъпват на аржентинците Гилермо Кория и Давид Налбандиан с 5 – 7, 4 – 6.
- 2000 г. Двама българи достигат до полуфиналите на турнира при юношите – Радослав Лукаев отстъпва на Никола Маю (Франция) с резултат 6 – 7(6), 6 – 7(2), а Тодор Енев е спрян от Марио Анчич (Хърватия) с резултат 3 – 6, 3 – 6.
- 2008 г. Григор Димитров става шампион на Уимбълдън при юношите на сингъл, побеждавайки във финала Хенри Континен (Финландия) с резултат 7 – 5, 6 – 3.
- 2010 г. Цветана Пиронкова достига до полуфинал, където отстъпва с резултат 6 – 3, 3 – 6, 2 – 6 на Вера Звонарьова.
- 2011 г. Цветана Пиронкова достига до четвъртфинал, където е спряна от Петра Квитова с резултат 3 – 6, 7 – 6, 2 – 6.
- 2014 г. Григор Димитров достига до полуфинал, където отстъпва с резултат 3 – 6, 6 – 2, 6 – 7, 6 – 7 на Новак Джокович.
- 2025 г. Иван Иванов става шампион на Уимбълдън при юношите на сингъл, побеждавайки Ронит Карки във финала с резултат 6 – 2, 6 – 3.

## Шампиони на Уимбълдън
| година      | мъже              | жени                     |
| ----------- | ----------------- | ------------------------ |
| 1877        | Спенсър Гор       |                          |
| 1878        | Франк Хедоу       |                          |
| 1879        | Джон Хартли       |                          |
| 1880        | Джон Хартли       |                          |
| 1881        | Уилям Реншоу      |                          |
| 1882        | Уилям Реншоу      |                          |
| 1883        | Уилям Реншоу      |                          |
| 1884        | Уилям Реншоу      | Мод Уотсън               |
| 1885        | Уилям Реншоу      | Мод Уотсън               |
| 1886        | Уилям Реншоу      | Бланш Бингли             |
| 1887        | Хърбърт Лоуфорд   | Лоти Дод                 |
| 1888        | Ърнест Реншоу     | Лоти Дод                 |
| 1889        | Уилям Реншоу      | Бланш Бингли Хилярд      |
| 1890        | Уилоуби Хамилтън  | Лина Райс                |
| 1891        | Уилфред Бедъли    | Лоти Дод                 |
| 1892        | Уилфред Бедъли    | Лоти Дод                 |
| 1893        | Джошуа Пим        | Лоти Дод                 |
| 1894        | Джошуа Пим        | Бланш Бингли Хилярд      |
| 1895        | Уилфред Бедъли    | Шарлът Купър             |
| 1896        | Херълд Меъни      | Шарлът Купър             |
| 1897        | Реджиналд Дохърти | Бланш Бингли Хилярд      |
| 1898        | Реджиналд Дохърти | Шарлът Купър             |
| 1899        | Реджиналд Дохърти | Бланш Бингли Хилярд      |
| 1900        | Реджиналд Дохърти | Бланш Бингли Хилярд      |
| 1901        | Артър Гор         | Шарлът Купър Стери       |
| 1902        | Лоурънс Дохерти   | Мюриъл Роб               |
| 1903        | Лоурънс Дохерти   | Доротея Ламбърт-Чеймбърс |
| 1904        | Лоурънс Дохерти   | Доротея Ламбърт-Чеймбърс |
| 1905        | Лоурънс Дохерти   | Мей Сътън                |
| 1906        | Лоурънс Дохерти   | Доротея Ламбърт-Чеймбърс |
| 1907        | Норман Брукс      | Мей Сътън                |
| 1908        | Артър Гор         | Шарлът Купър Стери       |
| 1909        | Артър Гор         | Дора Бутби               |
| 1910        | Антъни Уилдинг    | Доротея Ламбърт-Чеймбърс |
| 1911        | Антъни Уилдинг    | Доротея Ламбърт-Чеймбърс |
| 1912        | Антъни Уилдинг    | Итъл Ларкомб             |
| 1913        | Антъни Уилдинг    | Доротея Ламбърт-Чеймбърс |
| 1914        | Норман Брукс      | Доротея Ламбърт-Чеймбърс |
| 1915 – 1918 | не се провежда    | не се провежда           |
| 1919        | Джералд Петерсън  | Сюзан Ланглан            |
| 1920        | Бил Тилдън        | Сюзан Ланглан            |
| 1921        | Бил Тилдън        | Сюзан Ланглан            |
| 1922        | Джералд Петерсън  | Сюзан Ланглан            |
| 1923        | Бил Джонсън       | Сюзан Ланглан            |
| 1924        | Жан Боротра       | Катлийн Маккейн Годфри   |
| 1925        | Жан Рене Лакост   | Сюзан Ланглан            |
| 1926        | Жан Боротра       | Катлийн Маккейн Годфри   |
| 1927        | Анри Коше         | Хелън Уилс Мууди         |
| 1928        | Жан Рене Лакост   | Хелън Уилс Мууди         |
| 1929        | Анри Коше         | Хелън Уилс Мууди         |
| 1930        | Бил Тилдън        | Хелън Уилс Мууди         |
| 1931        | Сид Ууд           | Сили Аусем               |
| 1932        | Елсуърт Вайнс     | Хелън Уилс Мууди         |
| 1933        | Джак Крофърд      | Хелън Уилс Мууди         |
| 1934        | Фред Пери         | Дороти Раунд Литъл       |
| 1935        | Фред Пери         | Хелън Уилс Мууди         |
| 1936        | Фред Пери         | Хелън Хъл Джейкъбс       |
| 1937        | Доналд Бъдж       | Дороти Раунд Литъл       |
| 1938        | Доналд Бъдж       | Хелън Уилс Мууди         |
| 1939        | Боби Ригс         | Алис Марбъл              |
| 1940 – 1945 | не се провежда    | не се провежда           |
| 1946        | Ивон Петра        | Полин Бетц Еди           |
| 1947        | Джак Креймър      | Маргарет Озбърн Дюпон    |
| 1948        | Боб Фалкънбърг    | Луиз Броу Клап           |
| 1949        | Тед Шрьодер       | Луиз Броу Клап           |
| 1950        | Бъдж Пати         | Луиз Броу Клап           |
| 1951        | Дик Савит         | Дорис Харт               |
| 1952        | Франк Седжман     | Морийн Конъли Бринкър    |
| 1953        | Вик Сейшас        | Морийн Конъли Бринкър    |
| 1954        | Ярослав Дробни    | Морийн Конъли Бринкър    |
| 1955        | Тони Трабърт      | Луиз Броу Клап           |
| 1956        | Лю Хоуд           | Шърли Фрай Ървин         |
| 1957        | Лю Хоуд           | Алтия Гибсън             |
| 1958        | Ашли Купър        | Алтия Гибсън             |
| 1959        | Алекс Олмедо      | Мария Буено              |
| 1960        | Нийл Фрейзър      | Мария Буено              |
| 1961        | Род Лейвър        | Анджела Мортимър Барет   |
| 1962        | Род Лейвър        | Карън Ханце Съсман       |
| 1963        | Чък Маккинли      | Маргарет Смит            |
| 1964        | Рой Емерсън       | Мария Буено              |
| 1965        | Рой Емерсън       | Маргарет Смит            |
| 1966        | Мануел Сантана    | Били Джийн Кинг          |
| 1967        | Джон Нюкъмб       | Били Джийн Кинг          |
| 1968        | Род Лейвър        | Били Джийн Кинг          |
| 1969        | Род Лейвър        | Ан Хейдън Джоунс         |
| 1970        | Джон Нюкъмб       | Маргарет Смит            |
| 1971        | Джон Нюкъмб       | Ивон Гулагонг            |
| 1972        | Стан Смит         | Били Джийн Кинг          |
| 1973        | Ян Кодеш          | Били Джийн Кинг          |
| 1974        | Джими Конърс      | Крис Евърт               |
| 1975        | Артър Аш          | Били Джийн Кинг          |
| 1976        | Бьорн Борг        | Крис Евърт               |
| 1977        | Бьорн Борг        | Вирджиния Уейд           |
| 1978        | Бьорн Борг        | Мартина Навратилова      |
| 1979        | Бьорн Борг        | Мартина Навратилова      |
| 1980        | Бьорн Борг        | Ивон Гулагонг            |
| 1981        | Джон Макенроу     | Крис Евърт               |
| 1982        | Джими Конърс      | Мартина Навратилова      |
| 1983        | Джон Макенроу     | Мартина Навратилова      |
| 1984        | Джон Макенроу     | Мартина Навратилова      |
| 1985        | Борис Бекер       | Мартина Навратилова      |
| 1986        | Борис Бекер       | Мартина Навратилова      |
| 1987        | Пат Кеш           | Мартина Навратилова      |
| 1988        | Стефан Едберг     | Щефи Граф                |
| 1989        | Борис Бекер       | Щефи Граф                |
| 1990        | Стефан Едберг     | Мартина Навратилова      |
| 1991        | Михаел Щих        | Щефи Граф                |
| 1992        | Андре Агаси       | Щефи Граф                |
| 1993        | Пийт Сампрас      | Щефи Граф                |
| 1994        | Пийт Сампрас      | Кончита Мартинес         |
| 1995        | Пийт Сампрас      | Щефи Граф                |
| 1996        | Рихард Крайчек    | Щефи Граф                |
| 1997        | Пийт Сампрас      | Мартина Хингис           |
| 1998        | Пийт Сампрас      | Яна Новотна              |
| 1999        | Пийт Сампрас      | Линдзи Дейвънпорт        |
| 2000        | Пийт Сампрас      | Винъс Уилямс             |
| 2001        | Горан Иванишевич  | Винъс Уилямс             |
| 2002        | Лейтън Хюит       | Серина Уилямс            |
| 2003        | Роджър Федерер    | Серина Уилямс            |
| 2004        | Роджър Федерер    | Мария Шарапова           |
| 2005        | Роджър Федерер    | Винъс Уилямс             |
| 2006        | Роджър Федерер    | Амели Моресмо            |
| 2007        | Роджър Федерер    | Винъс Уилямс             |
| 2008        | Рафаел Надал      | Винъс Уилямс             |
| 2009        | Роджър Федерер    | Серина Уилямс            |
| 2010        | Рафаел Надал      | Серина Уилямс            |
| 2011        | Новак Джокович    | Петра Квитова            |
| 2012        | Роджър Федерер    | Серина Уилямс            |
| 2013        | Анди Мъри         | Марион Бартоли           |
| 2014        | Новак Джокович    | Петра Квитова            |
| 2015        | Новак Джокович    | Серина Уилямс            |
| 2016        | Анди Мъри         | Серина Уилямс            |
| 2017        | Роджър Федерер    | Гарбине Мугуруса         |
| 2018        | Новак Джокович    | Анджелик Кербер          |
| 2019        | Новак Джокович    | Симона Халеп             |
| 2021        | Новак Джокович    | Ашли Барти               |
| 2022        | Новак Джокович    | Елена Рибакина           |
| 2023        | Карлос Алкарас    | Маркета Вондроушова      |
| 2024        | Карлос Алкарас    | Барбора Крейчикова       |
| 2025        | Яник Синер        | Ига Швьонтек             |

## Галерия
- Уимбълдън
- Централният корт
- Кралската ложа на централния корт
- Публиката на централния корт
- Корт 1
- Корт 4
- Корт 15
- Корт 17
- Корт 19
- Централният корт
- Редът на игра
- Табло с резултати
- Техническа помощ за вземане на решения, така нареченото „ястребово око“
- Най-дългият мач, изигран на Уимбълдън
- Табло с резултати
- Магазинът на Уимбълдън